# Église Saint-Remi de Charette-Varennes
L'église Saint-Remi de Charette-Varennes est une église située sur le territoire de la commune de Charette-Varennes (née en 1997 de la fusion des communes de Varennes-sur-le-Doubs et de Charette), dans le département français de Saône-et-Loire et la région Bourgogne-Franche-Comté.

## Historique
L’église de Charette (aujourd'hui Charette-Varennes) date du milieu du XVIIIe siècle (1748).

## Architecture
L’église se compose d’une longue nef unique introduite par une travée (supportant le clocher) formant porche, de même largeur, et d’un chevet à cinq pans plus étroit, éclairé par trois fenêtres cintrées. 
Le plafond repose sur un entablement en quart de rond et bandeau mouluré.

## Mobilier
Le maître-autel, de marbre rose, galbé et renflé, démembré de son tabernacle, date du XVIIIe siècle. 
La Pietà, groupe sculpté et peint visible dans la chapelle accolée à la nef, a été classée au titre des objets Monuments historiques en 1956.

## Culte
L'église de Charette-Varennes, sous le vocable de saint Remi, est un lieu de culte catholique.
Édifice consacré du diocèse d'Autun, elle relève de la paroisse Notre-Dame-de-Bresse-Finage (siège à Pierre-de-Bresse), qui en est affectataire au titre de la loi de 1905.